# Plagiomimicus expallidus
Plagiomimicus expallidus là một loài bướm đêm trong họ Noctuidae.